# 세르 쌍대성
대수기하학에서 세르 쌍대성(Serre雙對性, 영어: Serre duality)은 복소다양체의 코호몰로지 사이에 존재하는 관계의 하나이다. (실수) 다양체에 존재하는 푸앵카레 쌍대성과 유사하지만, 복소 구조를 사용한다. 장피에르 세르의 이름을 땄다.

## 정의

### 미분기하학
다음이 주어졌다고 하자.
- 복소수 {\displaystyle n}차원 (실수 {\displaystyle 2n}차원) 콤팩트 에르미트 다양체 {\displaystyle M}

그렇다면, 호지 쌍대에 따라서
{\displaystyle *\colon \Omega ^{p,q}(M)\to \Omega ^{n-q,n-p}(M)}
{\displaystyle *\circ *=(-)^{(p+q)(2n-p-q)}=(-)^{p+q}}
가 존재한다. 이는 복소수 선형 변환이다. 또한, 복소켤레에 따라서
{\displaystyle {\overline {(-)}}\colon \Omega ^{p,q}(M)\to \Omega ^{q,p}(M)}
{\displaystyle {\overline {(-)}}\circ {\overline {(-)}}=1}
이 존재한다. 이는 실수 선형 변환이지만, 복소수 반선형 변환이다. 이 두 사상은 서로 가환한다.
{\displaystyle {\begin{matrix}\Omega ^{p,q}(M)&{\overset {*}{\to }}&\Omega ^{n-q,n-p}(M)\\{\scriptstyle {\overline {(-)}}}\downarrow {\scriptstyle \color {White}{\overline {(-)}}}&&{\scriptstyle \color {White}{\overline {(-)}}}\downarrow {\scriptstyle {\overline {(-)}}}\\\Omega ^{q,p}(M)&{\underset {*}{\to }}&\Omega ^{n-p,n-q}(M)\end{matrix}}}
이제,
{\displaystyle \langle -,-\rangle \colon \Omega ^{p,q}(M)\times \Omega ^{p,q}\mapsto \mathbb {C} }
{\displaystyle \langle \alpha ,\beta \rangle \mapsto \int _{M}*{\bar {\alpha }}\wedge \beta }
를 정의하자. 이는 {\displaystyle \Omega ^{p,q}(M)} 위의 에르미트 형식을 정의한다.
{\displaystyle \langle z\alpha ,w\beta \rangle ={\bar {z}}w\langle \alpha ,\beta \rangle \qquad \forall z,w\in \mathbb {C} }
{\displaystyle \langle \alpha ,\beta \rangle ={\overline {\langle \beta ,\alpha \rangle }}}
이는 일반적으로 양의 정부호가 아니지만, 돌보 코호몰로지로의 몫을 취하면 이는 양의 정부호가 된다. 특히, 이 경우 코호몰로지의 동형
{\displaystyle \operatorname {H} ^{p,q}(M)\cong \operatorname {H} ^{n-p,n-q}(M)^{*}}
이 존재한다. 이를 세르 쌍대성이라고 한다.
보다 일반적으로, 정칙 벡터 다발의 계수를 생각할 수 있다. 즉, 다음이 주어졌다고 하자.
- {\displaystyle M} 위의 유한 차원 정칙 벡터 다발 {\displaystyle E\twoheadrightarrow M}

그렇다면, 그 쌍대 벡터 다발 {\displaystyle E^{*}\twoheadrightarrow M}을 정의할 수 있다.
이 경우, 마찬가지로
{\displaystyle \Omega ^{q}(M;E)\times \Omega ^{n-q}(M;\Omega ^{n}\otimes _{\mathbb {C} }E^{*})\to \mathbb {C} }
{\displaystyle (\alpha ,\beta )\mapsto \int _{M}\alpha \wedge \beta }
가 존재한다. 여기서
{\displaystyle \Omega ^{n}=\bigwedge ^{n}\mathrm {T} ^{*}M}
은 {\displaystyle M}의 표준 선다발이다.
이는 복소수 쌍선형 함수를 이루며, 마찬가지로 층 코호몰로지를 취하면 비퇴화이다. 즉, 복소수 벡터 공간의 동형 사상
{\displaystyle \operatorname {H} ^{q}(M;E)^{*}\cong \Omega ^{n-q}(M;\Omega ^{n}\otimes _{\mathbb {C} }E^{*})}
이 존재한다. 이를 {\displaystyle E} 계수의 세르 쌍대성이라고 한다.
푸앵카레 쌍대성은 코호몰로지류를 기본류 {\displaystyle [M]}에 대하여 축약시켜 얻지만, 세르 쌍대성은 코호몰로지류를 표준 선다발 {\displaystyle K}에 대하여 축약시켜 얻는다.

### 대수기하학
더 일반적으로, 세르 쌍대성을 일반적인 연접층에 대하여 정의할 수 있다. 다음이 주어졌다고 하자.
- 대수적으로 닫힌 체 {\displaystyle k}
- {\displaystyle k} 위의 순수하게 {\displaystyle n}차원 사영 스킴 {\displaystyle X}
- {\displaystyle X}의 사영 공간으로의 매장 {\displaystyle X\hookrightarrow \mathbb {P} _{k}^{m}}. 그 여차원이 {\displaystyle r=m-n}이라고 하자.

그렇다면, {\displaystyle X}의 쌍대화층(영어: dualizing sheaf)
{\displaystyle \omega _{X}={\underline {\operatorname {Ext} }}_{{\mathcal {O}}_{\mathbb {P} _{k}^{m}}}^{r}({\mathcal {O}}_{X},\omega _{\mathbb {P} ^{m}})}
을 정의할 수 있다.
이에 따라서, 다음과 같은 표준적인 동형 사상들이 존재한다.
{\displaystyle \operatorname {Ext} ^{n-q}({\mathcal {F}},\omega _{X})\cong \operatorname {H} ^{q}(M,{\mathcal {F}})^{*}}
여기서 {\displaystyle \operatorname {H} ^{n-q}{}^{*}=\hom(H^{n-q},k)}는 쌍대 공간이고, Ext는 Ext 함자다.

## 예

### 리만 곡면
{\displaystyle \Sigma }가 콤팩트 리만 곡면이라고 하고, {\displaystyle L\twoheadrightarrow \Sigma }이 그 위의 정칙 선다발이라고 하자. 그렇다면, 이 경우
{\displaystyle \operatorname {H} ^{i}(\Sigma ;L)=0\qquad \forall i\geq 2}
이며, 세르 쌍대성에 따라서
{\displaystyle \operatorname {H} ^{1}(\Sigma ;L)\cong \operatorname {H} ^{0}(\Sigma ;K_{\Sigma }\otimes _{\mathbb {C} }L^{-1})}
{\displaystyle \operatorname {H} ^{0}(\Sigma ;L)\cong \operatorname {H} ^{1}(\Sigma ;K_{\Sigma }\otimes _{\mathbb {C} }L^{-1})}
이다. 여기서 {\displaystyle K_{\Sigma }=\mathrm {T} ^{*}\Sigma }는 {\displaystyle \Sigma }의 표준 선다발이다.

### 칼라비-야우 다양체
칼라비-야우 다양체의 경우 표준 선다발이 자명하므로 다음과 같은 관계를 유추할 수 있다.
{\displaystyle h^{p,q}=h^{p,n-q}}
여기서 {\displaystyle h^{p,q}=\dim _{\mathbb {C} }\operatorname {H} ^{q}(M,\Omega ^{p})}는 호지 수이다.

## 같이 보기
- 푸앵카레 쌍대성

## 참고 문헌
- Hartshorne, Robin (1977). 《Algebraic geometry》. Graduate Texts in Mathematics (영어) 52. Springer. doi:10.1007/978-1-4757-3849-0. ISBN 978-0-387-90244-9. ISSN 0072-5285. MR 0463157. Zbl 0367.14001.